# Yngvar Nielsen
Yngvar Nielsen (Arendal, Aust-Agder, 29 juli 1843 – 2 maart 1916) was een Noorse historicus,  conservatief politicus, geograaf en pionier van toerisme in Noorwegen.

## Achtergrond en loopbaan
Nielsen is geboren in Arendal, Aust-Agder als zoon van de Noorse Carsten Tank Nielsen (1818–92) en Alvilde Olsen (1821–1890), beiden afkomstig uit een burgerlijk zakenmilieu. 
Nielsen studeerde letteren en sloot deze studie af met een historisch-taalkundig onderzoek. Hij werkte als docent en verrichtte archiefonderzoek in Zweden en Denemarken voordat hij in 1869 in dienst trad bij het Noorse Archief en de Deichmanbibliotheek. Na 1877 was hij werkzaam bij het universitaire etnografisch museum. Het jaar daarop werd hij onderzoeker op het gebied van geschiedenis en geografie en in 1880 behaalde hij zijn doctorsgraad. 
Nielsen was een  belangrijk adviseur van de Noorse koning Oscar II en onderhield goede contacten met de koninklijke familie. 
Hij was voorzitter van de Noorse geschiedkundige vereniging en redacteur van het Historisk Tidsskrift van 1903 tot 1912. Daarnaast was Nielsen bestuurslid en later voorzitter van de Noorse Reisorganisatie tussen 1879 en 1908. In 1879 verscheen zijn populaire reisgids Reisehaandbog over Norge, ook wel Yngvar genoemd, die het toerisme sterk bevorderde. De gids verscheen ook in een Engelse en Duitse editie. Hij was een van de eersten die pleitten voor de bescherming van de Noorse natuur via de instelling van reservaten.
Zijn belangrijkste historische werk was Lensgreve Johan Caspar Herman Wedel Jarlsberg over Johan Caspar Herman Wedel-Jarlsberg (1779–1840), een belangrijk Noorse politicus.

## Privé
In oktober 1870, trouwde Nielsen met Karen Anne Juliane Hedvig Wedel-Jarlsberg (1847–1927), dochter van Peder Anker (1909–1893). Nielsen was lid van de Koninklijke Noorse Academie van Wetenschappen en Kunsten (Det Kongelige Norske Videnskabers Selskab, DKNVS). Hij ontving diverse onderscheidingen zoals de Orde van Sint-Olaf  in 1894.

## Werken (selectie)
- En Christianiensers Erindringer (1910)
- Under Oscar IIs Regjering (1912)
- Fra Johan Sverdrups Dage (1913)
- Da Unionen skulde briste (1915)

Dit artikel of een eerdere versie ervan is een (gedeeltelijke) vertaling van het artikel Yngvar Nielsen op de Engelstalige Wikipedia, dat onder de licentie Creative Commons Naamsvermelding/Gelijk delen valt. Zie de bewerkingsgeschiedenis aldaar.
- Bibsys: 90065768
- Bibliothèque nationale de France: cb15355039n (data)
- Gemeinsame Normdatei: 117001651
- International Standard Name Identifier: 0000 0001 2336 418X
- Library of Congress Control Number: n82132706
- Nederlandse Thesaurus van Auteursnamen: 145626687
- LIBRIS: 218101
- Système universitaire de documentation: 103596127
- Virtual International Authority File: 7689218
- WorldCat: E39PBJh8HWd6KXxCdBc4JFmWXd